# 1. ŽNL Šibensko-kninska 2005./06.
Ovaj članak je podtema članka: 4. rang HNL-a 2005./06.#ŽNL Šibensko-kninska

Prvenstvo se igralo trokružno. Ligu je osvojila NK Dinara Knin, ali se u kvalifikacijama nije uspjela kvalificirati za 3. HNL – Jug. U sljedećoj sezoni došlo do objedinjavanja dijela 1. ŽNL Šibensko-kninske i 1. ŽNL Zadarske u 4. HNL – Jug-B, dok se ostatak 1. ŽNL Šibensko-kninske spojio s 2. ŽNL Šibensko-kninskom u jedinstvenu ŽNL Šibensko-kninsku. Iz lige nitko nije ispao jer nije bilo niže lige te je 1. ŽNL postala ligom petog ranga.

## Sudionici
- Bukovica –  Kistanje
- Dinara – Knin
- DOŠK – Drniš
- Mihovil – Šibenik
- Mladost – Tribunj
- SOŠK – Skradin
- Vodice – Vodice

## Ljestvica
| Poz. | Momčad          | U  | P  | N | I  | G+ | G– | G+/– | Bod. | Nastavak natjecanja ili ispadanje |
| ---- | --------------- | -- | -- | - | -- | -- | -- | ---- | ---- | --------------------------------- |
| 1.   | Dinara (P)      | 18 | 12 | 5 | 1  | 43 | 15 | +28  | 41   | 4. HNL – Jug B                    |
| 2.   | Vodice          | 18 | 12 | 4 | 2  | 49 | 11 | +38  | 40   | 4. HNL – Jug B                    |
| 3.   | SOŠK Skradin    | 18 | 9  | 4 | 5  | 29 | 16 | +13  | 31   |                                   |
| 4.   | Mladost Tribunj | 18 | 9  | 3 | 6  | 28 | 25 | +3   | 30   |                                   |
| 5.   | Mihovil         | 18 | 3  | 6 | 9  | 16 | 33 | −17  | 15   |                                   |
| 6.   | DOŠK Drniš      | 18 | 4  | 2 | 12 | 18 | 42 | −24  | 14   | 4. HNL – Jug B                    |
| 7.   | Bukovica        | 18 | 1  | 2 | 15 | 17 | 58 | −41  | 5    |                                   |

## Kvalifikacije za 3. HNL – Jug
NK Dinara Knin – HNK Primorac Biograd na Moru :
HNK Primorac Biograd na Moru – NK Dinara Knin :
U 3. HNL – Jug se kvalificirao HNK Primorac Biograd na Moru.

## Poveznice
- 1. ŽNL Dubrovačko-neretvanska 2005./06.
- 1. ŽNL Splitsko-dalmatinska 2005./06.
- 1. ŽNL Zadarska 2005./06.